# Чаїр (Скоп'є)
Чаїр (мак. Чаир, алб. Çair) — квартал у Скоп'ї, столичному місті Македонії. Розташований на північному березі річки Вардар. З 2004 року південні частини кварталу увійшли до складу громади Чаїр, а північні — у громаду Бутел.
Чаїр — одна з найстаріших місцевостей Скоп'я.

## Населення
За переписом 2002 року — 39 179 жителів.
| Національність | К-сть  |
| македонці      | 15 861 |
| албанці        | 16 912 |
| турки          | 2 328  |
| цигани         | 709    |
| румуни         | 90     |
| серби          | 647    |
| бошняки        | 1 885  |
| інші           | 738    |